# Jean Grégor
Grégor Péan, dit Jean Grégor, est un écrivain français né à Paris le 5 mars 1968.
Il est le fils de Pierre Péan.

## Œuvres
- Contes philéens, Forcalquier, France, H.B. Éditions, 1996, 214 p.  (ISBN 2-911406-05-2)
- Philéenne de crédit, Forcalquier, France, H.B. Éditions, 1997, 211 p.  (ISBN 2-911406-21-4)
- Turbulences, Paris, Mercure de France, coll. « Bleue », 2000, 195 p.  (ISBN 2-7152-2182-7)[2]
- Frigo, Paris, Mercure de France, 2001, 187 p.  (ISBN 2-7152-2289-0)
- Jeunes cadres sans tête, Paris, Mercure de France, 2003, 174 p.  (ISBN 2-7152-2428-1)[3]
- L’Ami de Bono, Paris, Mercure de France, 2005, 171 p.  (ISBN 2-7152-2530-X)
- L’Accordéon de mon père, Paris, Éditions Fayard, 2006, 306 p.  (ISBN 2-213-63026-7)
- Tu aurais pu, Paris, Éditions Balland, 2008, 178 p.  (ISBN 978-2-35315-038-0)
- Zénith, Paris, Mercure de France, 2009, 288 p.  (ISBN 978-2-7152-2861-0)
- Transports en commun, Paris, Éditions Fayard, 2010, 315 p.  (ISBN 978-2-213-65547-5)[4]
- L’Ombre en soi, Paris, Éditions Fayard, 2012, 176 p.  (ISBN 978-2-213-66288-6) [5]
- Femme nue devant sa glace, Paris, Éditions Fayard, 2014, 192 p.  (ISBN 978-2-213-67158-1)
- Le Dernier Livre de Jean Grégor, Paris, Mercure de France, 2016, 244 p.  (ISBN 978-2-7152-4363-7)
- La Seconde Vie d'Eva Braun, Paris, Robert Lafont, 2022, 224 p.  (ISBN 978-2-2212-5662-6)